# Петер Вайс (награда)
Международната културна награда „Петер Вайс“ (на немски: Peter-Weiss-Preis) е учредена през 1990 г. от град Бохум в памет на писателя, художник, график и автор на експериментални филми Петер Вайс. Присъжда се на всеки две години в разделите театър, литература, кино или изобразително изкуство.
Отличието е на стойност 15 000 €.

## Носители на наградата (подбор)
- Джордж Табори (1990)
- Елфриде Йелинек (1994)
- Кристоф Хайн (1998)
- Инго Шулце (2006)
- Димитър Гочев (2008)[1]
- Роземари Трокел (2010)
- Фатих Акин (2012)
- Улрих Пелцер (2015)[2]